# پیروات دهیدروژناز
پیروات دهیدروژناز (انگلیسی: Pyruvate dehydrogenase) یکی از مهمترین آنزیم‌های چرخه اسید سیتریک است. این آنزیم اولین آنزیم این چرخه است و پیروات را به استیل کوآ تبدیل می‌سازد.

## مکانیسم
در موجودات هوازی، گلوکز و سایر قندها، اسیدهای چرب و بیشتر اسیدهای آمینه، نهایتاً از طریق چرخه اسید سیتریک (کربس) وزنجیره تنفس، به آب و دی‌اکسید کربن، اکسیده می‌گردند. قبل از ورود به چرخه اسید سیتریک، اسکلتهای کربنی قندها واسیدهای چرب به گروه استیل موجود دراستیل کوآ تجزیه می‌شوند که شکل اصلی ورود مواد سوختی به داخل این چرخه می‌باشد. بسیاری از اسیدهای آمینه نیز به همین طریق وارد چرخه شده، هرچند تعدادی از اسیدهای آمینه نیز به شکل سایر ترکیبات واسط وارد چرخه می‌گردند.
اکسیداسیون پیروات مشتق از گلیکولیز گلوکز وسایرقندها، به استیل کوآ و2 CO توسط کمپلکس پیروات دهیدروژناز انجام می‌شود؛ این کمپلکس از سه آنزیم تشکیل شده‌است که در داخل میتوکندری سلول‌های یوکاریوتی وسیتوزول سلول‌های پروکاریوتی قرار دارد.
در انجام این واکنش، پنج کوآنزیم مشتق از ویتامینها شرکت دارند. برای انجام ترکیبی از واکنش‌های دهیدروژناسیون ودکربوکسیلات پیروات به گروه استیل دراستیل کوآ، نیاز به عمل متوالی سه آنزیم مختلف و پنج کوآنزیم یا گروه پروستتیک، شامل تیامین پیروفسفات (TPP)، فلاوین آدنین دی نوکلئوتید (FAD)، کوآنزیم آ(COA)، نیکوتین آمید آدنین دی نوکلئوتید (NAD) ولیپوآت، می‌باشد. چهار ویتامین مختلف موردنیاز در مواد غذایی انسان، شامل تیامین (درTPP)، ریبوفلاوین (درFAD) پانتوتنات (درCOA) و نیاسین (درNAD)؛ به عنوان اجزاء حیاتی این چرخه هستند.
کمپلکس پیروات دهیدروژناز متشکل از سه آنزیم پیروات دهیدروژناز (E1)، دی هیدرولیپوئیل ترانس استیلاز (E2)، دی هیدرولیپوئیل دهیدروژناز (E3) است.